# راسين أنتولز
راسين أنتولز، (النطق الألماني: raːsn̩-ˈanthɔlts)؛ هي بلدية في جنوب تيرول في شمال إيطاليا.

## جغرافية

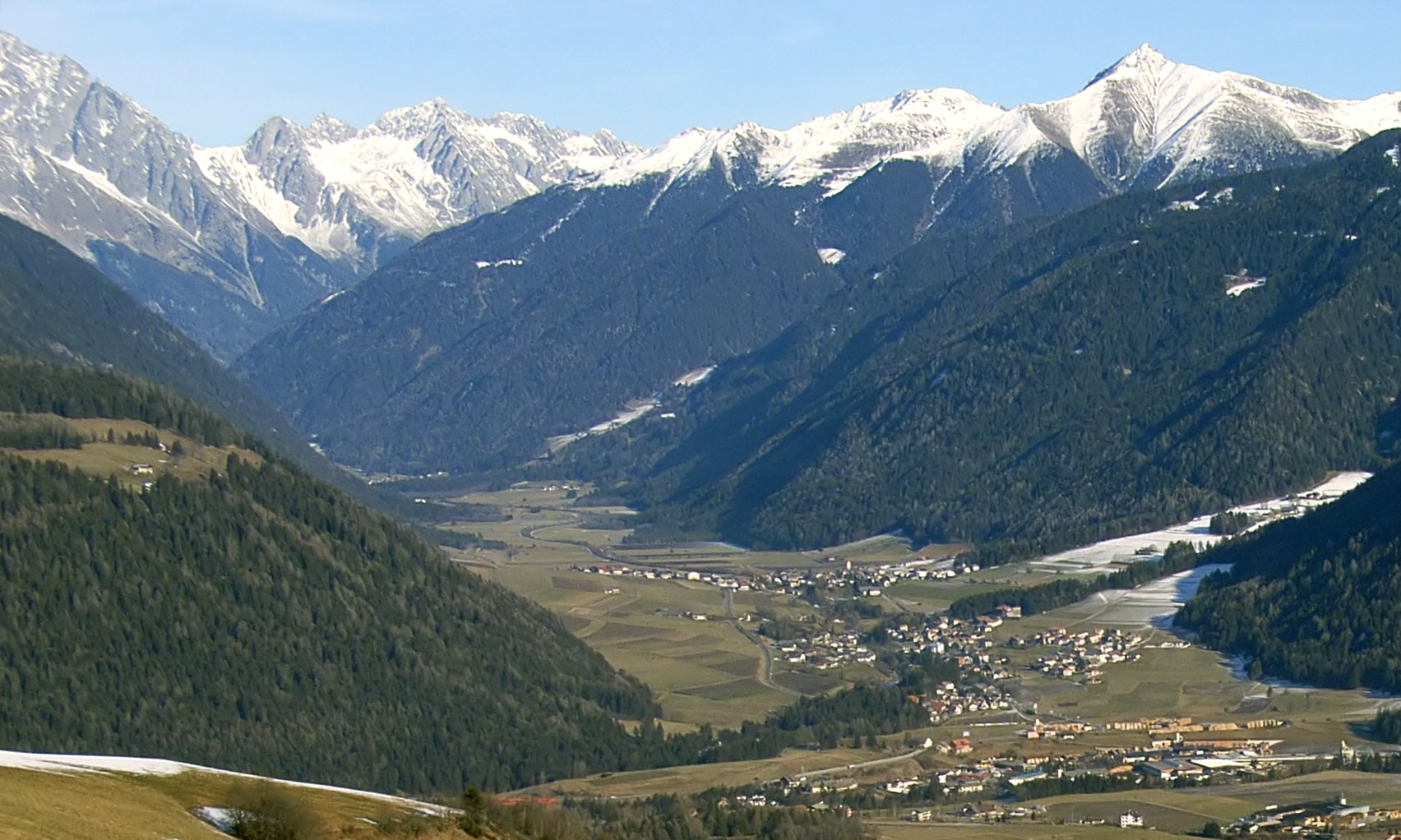
وادي أنثولز

تمتد المنطقة البلدية على طول وادي أنتولز،وهو وادي جانبي شمالي لوادي باستر الأكبر. في الشمال الشرقي، ممر جبل سرج ستالر،على ارتفاع 2,050 متر (6,730 قدم) يؤدي إلى وادي ديفيرجين في شرق تيرول النمسا.و وادي انتولز محصور بجبال مجموعة ريسيرفيرنر في الشمال وجبال فيلغراتن في الشرق، وكلاهما جزء من سلسلة جبال تاورن العالية في جبال الألب الشرقية الوسطى. تشمل القمم البارزة هوشغال، عند 3,436 متر (11,273 قدم) و ويلدغال (Collaspro) في 3,273 متر (10,738 قدم) ، وكذلك كتلة أورين سبيتزن، عند 3,101 متر (10,174 قدم) ، في الشمال الشرقي. تنتمي أجزاء كبيرة من السلاسل الجبلية الشمالية والغربية إلى متنزه ريسيرفيرنر-أرن الطبيعي الذي أنشئ في عام 1988. و أنثولزر باخ يعمل تيار في وادي من أنثولزر (لاغو دي انترسيلفا) وصولا إلى التقائه مع رينز النهر (رينزا) في أولانغ .
يقع راسين أنتولز شرق برونيك،المركز الإداري لوادي باستر ، وحوالي 60 كيلومتر (37 ميل) شمال شرق عاصمة جنوب تيرول بولزانو. لها حدود مشتركة من البلديات التالية: برونيك ،غسيس، جوتابركا أولانغ، رمل في تالفوز،يلسبيرغ وتايستين وسانكت جاكوب في ديفيرجين في النمسا.

### فرازيوني
تحتوي بلدية راسين أنتولز على ستة فرازيوني (التقسيمات الفرعية ، القرى والنجوع بشكل أساسي) انتولز نيدرتال (انترسيلفا دي سوتو)،ميترتال (أنتولز أوبيرتال) (انترسيلفا ميتا)، تسعة منازل (دي سوبرا) ،راسون دي سوتر (نيدراس) و(دي راسون) ،العشب العلوي (راسون دي سوبرا).

## التوزيع اللغوي
وفقًا لتعداد عام 2011، يتحدث 98.40٪ من السكان الألمانية و 1.16٪ إيطاليون و 0.44٪ لادن كلغة أولى.

## التاريخ

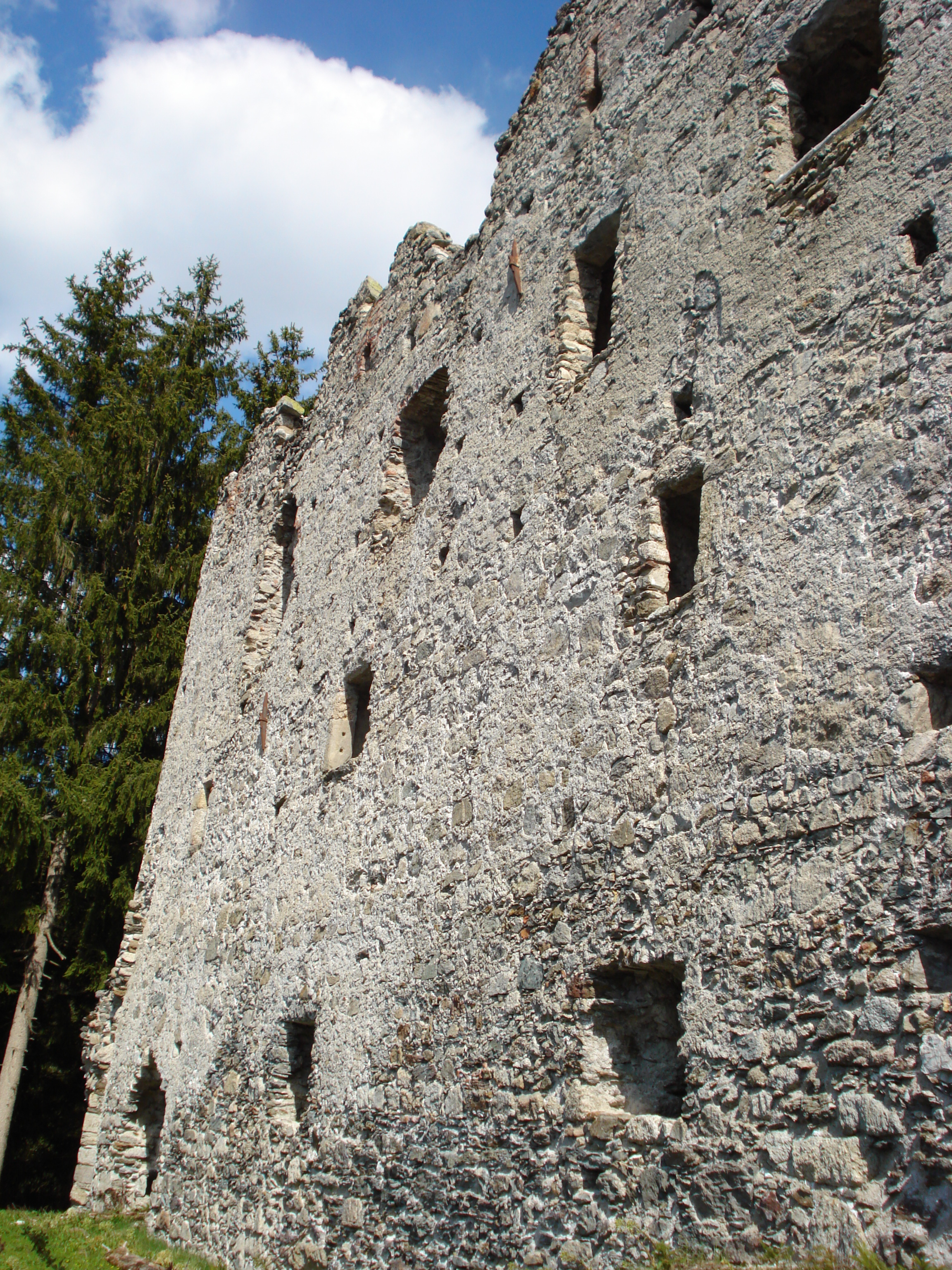
أطلال قلعة ألتراسن

تشير الاكتشافات الأثرية لمقبرة هالستات بالقرب من نيدراسن إلى وجود مستوطنة للمنطقة في العصر الحديدي . في عام 15 قبل الميلاد،غزت الإمبراطورية الرومانية مدينة تيرول الحالية. حوالي 590 بعد الميلاد،دخلت القبائل البافارية تحت قيادة دوقهم تاسيلو الأول المنطقة.
تم ذكر راسين نفسها لأول مرة في سند 1050، خدم اللوردات المحليون في راسين كوزراء من كونتات تيرول من القرن الثالث عشر فصاعدًا. أقاموا في قلعة ألتراسن التي تم توثيقها لأول مرة في عام1210. تنازل الكونت مينهارد الثاني من تيرول عن زوجته إليزابيث من بافاريا عام 1259. في هذه الأثناء،شيد أمراء راسن قلعة نوراسن، والتي سقطت في يد أساقفة بريكسين عام 1342.
عند انقراض أعداد ماينهدنر في عام 1500، أصبحت تيرول ككل أرضًا تاجية لملكية هابسبورغ .

### معطف الاذرع
الدرع هو غوليس على كومة عكس على السمور و فضية . إنها علامة أمراء راسين،الذين حكموا من عام 1353. تم اعتماد الشارة رسميًا في 10 أغسطس 1967.

## رياضات

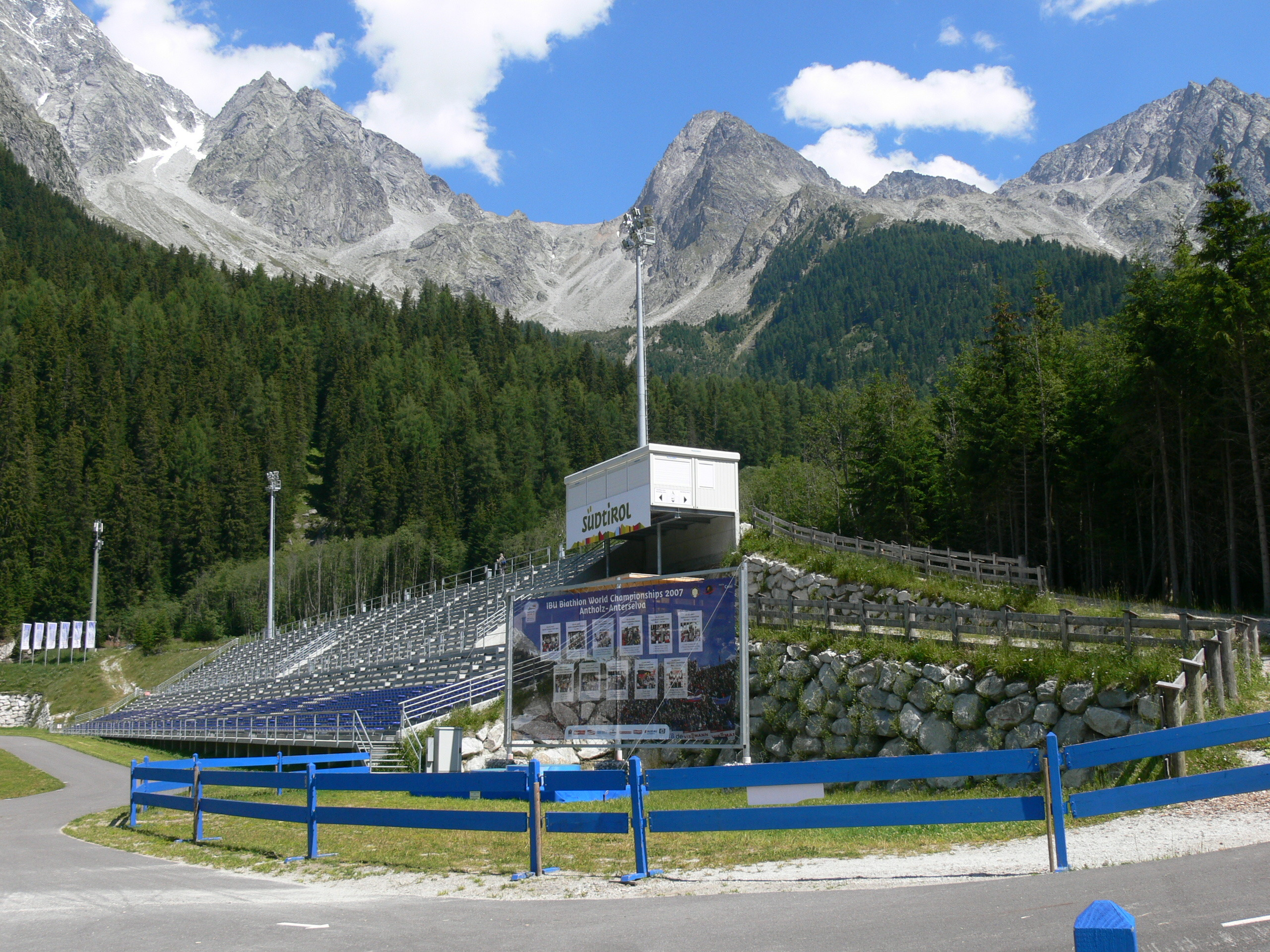
مسار البياتلون

يشتهر راسين أنتولز بمضمار جنوب تيرول أرينا البياثلونالذي افتتح في عام 1971.استضافت بطولة العالم للبياتلون في 1975 و 1976 و 1983 و 1995 و 2007 و 2020. وهو أيضًا مكان منتظم لموسم كأس العالم بياثلون، مع أعلى ارتفاع لجميع لقاءات كأس العالم على ارتفاع حوالي 1,600 متر (5,200 قدم). ستستضيف البياتلون لدورة الألعاب الأولمبية الشتوية 2026 في ميلانو وكورتينا دامبيزو .
استضاف أنتولز أيضًا المرحلة 17 من جيرو ديتاليا 2019 ، والتي فاز بها Nans Peters .

## مشاهير
- Hubert Leitgeb (1965-2012) ، رياضي
- ويلفريد بالوبر (مواليد 1967) ، رياضي
- يوهان باسلر (مواليد 1961) ، رياضي
- جوتليب تاشلر (مواليد 1962) ، رياضي رياضي
- دوروثيا ويرير (مواليد 1990) ، رياضي
- دومينيك وينديش (مواليد 1989) ، رياضي
- أندرياس زينجرلي (مواليد 1961) ، رياضي رياضي

## روابط خارجية
- الموقع الرسمي باللغة الألمانية